# Iberodorcadion segovianum
Iberodorcadion segovianum es una especie de escarabajo longicornio de la subfamilia Lamiinae. Fue descrita científicamente por Chevrolat en 1862.
Se distribuye por España. Mide 10-13 milímetros de longitud. El período de vuelo ocurre en los meses de marzo, abril, mayo, junio y julio.